# Otto Hoogesteyn
Otto Hoogesteyn (ur. 11 stycznia 1903 w Mainz-Kostheim, zm. 7 czerwca 1966 w Utrechcie) – holenderski pływak, uczestnik Letnich Igrzysk 1924 w Paryżu.
Podczas igrzysk olimpijskich w 1924 roku razem z drużyną doszedł do półfinału sztafety 4 × 200 metrów stylem dowolnym.